# PWB/UNIX
PWB/UNIXは、UNIXオペレーティングシステム黎明期にAT&Tのベル研究所で開発されたバリエーションのひとつ。PWBとは Programmer's Workbench（プログラマの仕事台）を意味する。

## 解説
1976年以前、AT&TでのUNIXの開発はベル研究所の少数の研究者によって細々と行われていた。しかしUNIXの使い易さが十分に広まると、研究としてではなくプログラマをサポートする道具としてUNIXを開発することが決定された。1973年、エバン・アイビーとラッド・キャナディがベル研究所の関連部門1000名の従業員のためのコンピュータセンターをサポートすべく開発を開始したもので、その後数年間は世界最大のUNIXサイトだった。Programmer's Workbench とは、プログラマのチームがソースコードを管理するツールや、他のチームとの共同作業をするためのツールを提供することを意図したものである。
UNIX上でプログラムのソースコードを管理していても、そのプログラムが動作するのは他の古いオペレーティングシステム上ということが多かった。そのためPWBにはIBMのSystem/370や UNIVAC 1100シリーズといったシステムのバッチ処理システムにジョブを投入するソフトウェアツールが含まれていた。1978年、PWBはベル研究所の企業情報システムプログラム部門の1100名のユーザーコミュニティをサポートしている。
PWB/UNIXのメジャーリリースは2回行われた。1977年7月1日、Version 6 Unix をベースとした PWB/UNIX 1.0 をリリース。1978年、Version 7 Unix をベースとした PWB/UNIX 2.0 をリリース。PWB/UNIXの主要な機能は後に商用の UNIX System III や UNIX System V に導入された。

## 新機能
PWB/UNIXの特筆すべき新機能として、以下のものが挙げられる。
- Source Code Control System (SCCS) - 初期のバージョン管理システムの1つ。作者はマーク・J・ロックカインド。
- リモートジョブエントリ（英語版）
- PWB Shell - 作者は John R. Mashey。スティーブン・ボーンの Bourne Shell より古い。
- Restricted shell (rsh) - PWB Shell のオプション
- troff の -mm (memorandum) マクロパッケージ - 作者は John R. Mashey と Dale W. Smith
- makeユーティリティ - ビルド自動化
- find、cpio、expr、xargs、egrepとfgrepといったユーティリティ
- yaccとlex - 特にPWBのために開発されたわけではないが、PWBの一部としてベル研究所の外に公開されたのが最初である。